# Мерета (Ђенова)
Мерета је насеље у Италији у округу Ђенова, региону Лигурија.
Према процени из 2011. у насељу је живело 62 становника. Насеље се налази на надморској висини од 298 м.